# Питман (Њу Џерзи)
Питман (енгл. Pitman) град је у америчкој савезној држави Њу Џерзи.

## Демографија
По попису из 2010. године број становника је 9.011, што је 320 (-3,4%) становника мање него 2000. године.
| Група             | 2000.         | 2010.         |
| Белци             | 8.969 (96,1%) | 8.505 (94,4%) |
| Афроамериканци    | 85 (0,9%)     | 103 (1,1%)    |
| Азијати           | 58 (0,6%)     | 56 (0,6%)     |
| Хиспаноамериканци | 132 (1,4%)    | 222 (2,5%)    |
| Укупно            | 9.331         | 9.011         |